# غرمقورغان
غرمقورغان هي بلدة في مقاطعة شورتشي في ولاية صرخنداريا في أوزبكستان.